# Daggett County
Daggett County je okres ve státě Utah v USA. K roku 2010 zde žilo 1 059 obyvatel. Správním městem okresu je Manila. Celková rozloha okresu činí 1 873 km². Je pojmenován podle Ellswortha Daggetta.